# Dracunculus medinensis
Dracunculus medinensis (tudi »mali zmaj iz Medine«) nitasti zajedavski helmint iz naddružine Dracunculoidea, ki povzroča drakunkulozo oz. drakantiozo.
Zajedavec je razširjen v nekaterih deželah Afrike in Azije, vendar so uspešni programi za izkorenjenje bolezni število okužb močno zmanjšali. Človek se okuži preko pitja vode. Kljub zdravilom je najuspešnejši način zdravljenja odstranitev celotne gliste iz kože.

## Zgodovina in epidemiologija
Drakantiozo so poznali že egiptovski duhovniki ter grški in rimski zdravniki. Znanstveno ime zajedavca se dobesedno prevede kot mali zmaj iz Medine, saj je bila incidenca okužb v omenjenem mestu nekdaj zelo visoka. V 18. stoletju ga je opisal Carl Linnaeus pri okuženih trgovcih, ki so potovali vzdolž Gvinejskega zaliva v Zahodni Afriki, zaradi česar ga je poimenoval Gvinejska glista. Program izkorenjenja bolezni Centra za nadzor in preprečevanje bolezni (CDC), ki ga podpira tudi Carterjev center, je naredil veliki napredek v boju proti zajedavcu: od okoli 3,4 milijonov primerov po svetu leta 1985 je število obolelih padlo na okoli 5.000 leta 2008.
Tradicionalni način zdravljenja okužbe vključuje odstranjevanje gliste s previdnim navijanjem na palico. Tehnika je bila uspešna skozi stoletja, zaradi česar je po vsej verjetnosti upodobljena na simbolu moderne zahodne medicine, tj. na Eskulapovi palici.
Zajedavec je bil v 80-ih letih 20. stoletja razširjen v Afriki (predvsem osrednja in ekvatorialna Afrika ter dolina Nila) in v Aziji (Arabija, Srednja Azija in Indija), danes je prisoten samo v štirih državah Afrike, tj. v Čadu, Etiopiji, Maliju ter Južnem Sudanu.

## Telesne značilnosti in razvojni krog
Samica je dolga od 25-40 cm, lahko pa doseže dolžino tudi do 1 m. Samci so po drugi strani dokaj manjši in merijo okoli 3 cm. 
Ličinke, ki plavajo v vodi, potrebujejo za svoj razvoj vmesnega gostitelja, tj. ceponožne rakce iz rodu Cyclops. V telesni votlini rakca se ličinka razvije v kužno obliko. Človek se tako okuži preko pitja vode, ki vsebuje z zajedavcem okužene rakce. Zajedavec ima poleg človeka še druge končne gostitelje, kot so psi, volki, lisice, mačke, dihurji, rakuni idr. V prebavilih začnejo ličinke odraščati in se širiti v vezivo med organe, kjer ne povzročajo večje škode. Po oploditvi samice samci poginejo, medtem ko samice migrirajo skozi podkožno tkivo proti površini kože. Samica odlaga ličinke samo v zunanje okolje, zato mora priti pod kožo takega dela telesa, za katerega je verjetno, da bo prišel v stik z vodo (najpogosteje stopalo in gleženj). Ko se glava zajedavca približa koži, se pojavi srbenje in pekoča bolečina. Nastane nekaj centimetrov veliki mehurček, ki poči ob stiku z vodo, iz njega pa se sprosti mnogo ličink. Med sproščanjem ličink samica pogine.
Pomembno je poudariti, da samica leže ličinke in ne jajčeca, kar imenujemo larviparnost. To zajedavcu poveča možnost za preživetje.

## Patogeneza
Samice povzročijo krajevni vnetni odziv, vročino in astmi podobne napade. V primera razvoja v očnici lahko povzroči slepoto, v sklepih artritis in v hrbtenjači ohromitev (paralizo).

## Diagnoza, zdravljenje in preventiva
Diagnoza okužbe temelji na razpoznavi zajedavca pod kožo in značilnih mehurčkov na koži ter mikroskopski razpoznavi ličink.
Drakantiozo se zdravi z niridazolom, mebendazolom ali tiabendazolom, pa tudi z antibiotiki, da se prepreči sekundarne bakterijske okužbe. Najuspešneje se jo zdravi tako, da se zajedavca narahlo izvleče ven iz kože, kar lahko traja več dni.
Okužbo preprečujemo s prekuhavanjem vode, uspešna metoda pa je tudi uničevanje rakcev z insekticidi.